# Soumba
La Soumba est un cours d'eau qui arrose les villes de Khorira et de Dubréka dans la préfecture de Dubréka, en république de Guinée, et se jette dans la baie de Sangareya. Elle a une longueur de 39 km et un bassin de 392 km2.

## Histoire
Vers 1880, ce petit fleuve côtier portait le nom de Dubréka et appartenait au royaume de Dubréka, sous l'autorité du roi Balé Demba. Selon un rapport de Ch. Bour, commandant de cercle, les navires ayant un tirant d'eau de trois mètres ne peuvent remonter qu'à trois milles de l'embouchure (et cinq milles du village de Dubréka) et doivent mouiller en rivière ; au-delà, le cours d'eau est parsemé de bancs, dont certains découvrent à marée basse. « Les chargements et déchargements à bord des navires se font à l'aide de grandes embarcations à fond plat, construites dans le pays… ».
La Soumba séparait le Tabounsou (province du royaume située autour de Dubréka), à l'est, du Kabitaye, autre province ou royaume vassal, à l'ouest.

## Lieux remarquables
À quelques kilomètres en amont de Khorira, au nord-est, on peut voir les chutes de la Soumba.